# Picture Perfect (album, Every Avenue)
Picture Perfect je v pořadí druhé studiové album americké pop punkové skupiny Every Avenue. Vyšlo 3. listopadu 2009 ve vydavatelství Fearless Records. Kapela na vydání kompilace spolupracovala převážně s producenty Mitchem Allanem (ze skupiny SR-71) a Mikem Greenem. Na albu se nachází jedenáct písní, dále jedna bonusová skladba a také dva singly, a sice „Tell Me I'm a Wreck“ a „Mindset“. Druhý z nich byl s videoklipem vydán až 17. března 2011.
Na nahrávání alba začala kapela pracovat na jaře roku 2009, hned po návratu z turné, na němž představovala své předchozí studiové album Shh. Just Go with It. Spolupracovala i s několika umělci z jiných kapel, jmenovitě například s Tomem Higgensonem z kapely Plain White T's, Stacym Jonesem z American Hi-Fi a s dalšími. Album se umístilo na 136. příčce v americkém žebříčku Billboard 200, na 2. pozici v žebříčku Billboard Heatseekers a 20. místo obsadilo v žebříčku Billboard Independent Albums. Ještě před vydáním kompilace se na veřejnost skrz profil kapely na síti Myspace dostaly písně „Tell Me I'm a Wreck“, „For Always, Forever“ a „Picture Perfect“. Celkem se Picture Perfect prodalo přes 33 000 kusů.

## Nahrávání a vydání
Kapela začala na novém albu pracovat hned po návratu z turné na podporu své předcházející kompilace Shh. Just Go with It. Již během zimy na přelomu let 2008 a 2009 strávili členové kapely týden v hangáru v Michiganu, kde nahrávali dema pro budoucí album. Následně se skupina přesunula do Los Angeles v Kalifornii, kde celé album natočila. Na něm spolupracovala s producenty Mikem Greenem, jenž se věnoval též práci se skupinami Paramore a Set Your Goals, a s Mitchem Allanem ze skupiny SR-71, který produkoval například s kapelou Jonas Brothers. Mezi další producenty alba patřili Zack Odom a Kenneth Mouth. Album bylo nahráno zčásti ve studiu Deathstar v Koreatownu, zčásti v Treefort Studios a částečně též v ložnici Mitche Alana v severním Hollywoodu. Pěvecky na něj přispěli i další zpěváci Tom Higgenson z kapely Plain White T's a Vanessa Harris. Jako další bubeník s kapelou spolupracoval Stacy Jones z American Hi-Fi, jenž se podílel i autorsky na několika písních, a na klávesy skupinu doprovodil producent Mike Green.
Zpěvák Dave Strauchman a kytarista Jimmie Deeghan z Every Avenue v rozhovoru uvedli, že některé skladby v průběhu natáčení zněly úplně jinak, než jak byly vydány na finálním albu. Například ve výsledku dosti svižná píseň „I Forgive You“ byla původně mnohem pomalejší a laděná do soulového stylu. Přestože kytarista Joshua Randall označil nahrávání jako časově „dosti dlouhý proces“, Strauchman a Deeghan prozradili, že čtyři písně z jedenácti byly dotočeny až během posledního týdne a skladbu „Mindset“ prý Strauchman dopsal až poslední den ve studiu.

### Verze
Album vyšlo ve dvou verzích. Na kompaktním disku (CD) vyšla jeho podoba s jedenácti skladbami mající celkovou délku 37:25. Vedle toho existuje i digitální verze alba, která obsahuje celkem dvanáct skladeb. Navíc je zde přidána píseň nazvaná „Until I Get Caught Red Handed“. Celková délka této verze pak dosahuje 41:23. Úhrnem kapela prodala přes 33 tisíc kusů alba a 150 tisíc jednotlivých singlů.

## Styl a zvuk
Stylově lze album zařadit do žánru pop rock. Písně na nahrávce mají převážně chytlavou pop punkovou melodii, která je doplněna prvky elektronického punku, power popu a emo-punku. Podle kritiků se skupina od posledního alba velmi vylepšila po hudební stránce. Dobré používání akcentů, časování a náhlé změny v rytmice oživují jindy spíše fádní a monotonní pop rock. Důraznou kytaru doprovází bicí, které často mění svůj styl a někdy účelově úplně vypnou. Klíčem k úspěchu alba je i strategicky kontrastní posloupnost skladeb. Po svižných a chytlavých úvodních skladbách „For Always Forever“ a „Mindset“, kde zpěvák David Strauchman ukazuje svůj velký hlasový rozsah, následuje první singl „Tell Me I'm a Wreck“ a titulní skladba „Picture Perfect“, v nichž jsou znatelné elektronické prvky dokazující, že si kapela se zvukem umí pohrát a nemá jen stále stejnou punk rockovou melodii. Naproti tomu pianová balada „Happy the Hard Way“ a skladby „Saying Goodbye“ a „The Story Left Untold“ dokládají, že kapela dovede i zpomalit tempo.
Za hlavní inspiraci uvedli členové Every Avenue jednak kapelu Gin Blossoms, jejíž hudba ovlivnila skladbu „Saying Goodbye“, a jednak skupinu Jimmy Eat World, kterou Strauchman v rozhovoru označil jako tu, co má na Every Avenue velký vliv. Dále Strauchman pro internetový server Buzznet natočil klip, v němž jmenuje Blue Album kapely Weezer, skupinu 311 a píseň „A Change Is Gonna Come“ od Sama Cooka jako součást vlastní inspirace.

## Skladby

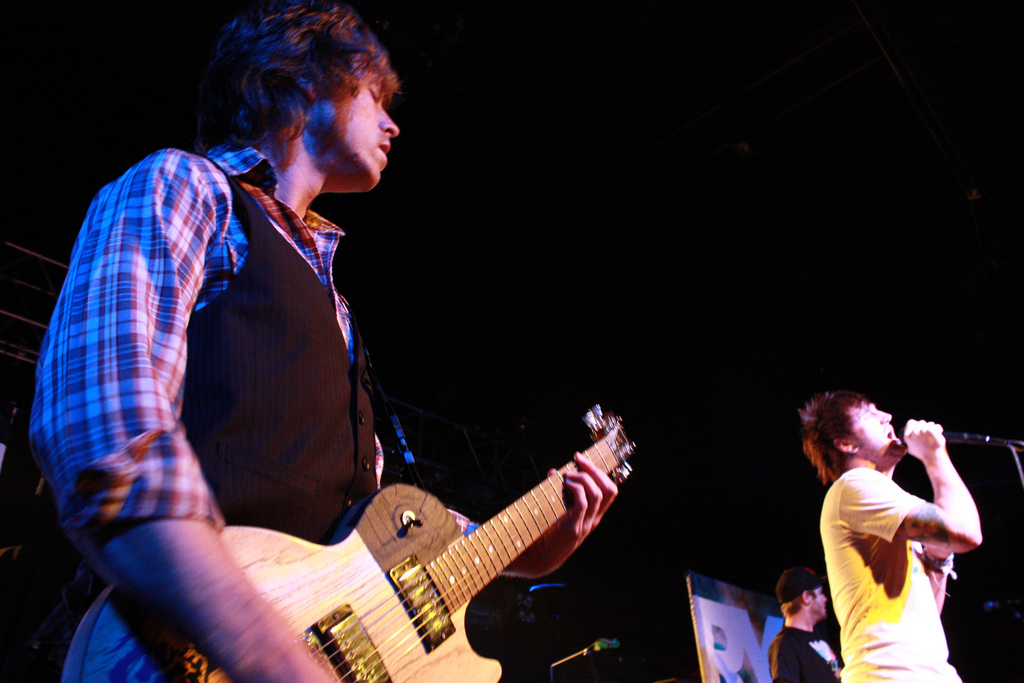
Kapela Every Avenue při vystoupení v roce 2008.

Celé album otevírá svižná úvodní skladba „For Always Forever“, jejíž text vzpomíná na společné turné s kapelami All Time Low, Mayday Parade a The Maine, na čas „strávený s nejlepšími přáteli hraním davům diváků.“ Byla první písní nového alba, na níž začali Every Avenue pracovat, jmenovitě Josh Randall a David Strauchman. Deeghan v rozhovoru přirovnal „For Always, Forever“ tematicky ke skladbě z předcházejícího alba „Chasing the Night“. Doprovodné vokály nazpívala Vanessa Harris.
Jako druhá následuje píseň „Mindset“, v jejímž chytlavém refrénu zpěvák David Strauchman dle recenze AbsolutePunk na konci skladby ukazuje možnosti svých hlasivek. Podle recenze na serveru SceneTrash by stylisticky dobře zapadla mezi písně z 90. let. Sám zpěvák ji v rozhovoru pro Alterpress označil jednu ze svých nejoblíbenějších skladeb alba, jež však téměř nebyla nahrána. Když totiž během posledního týdne ve spěchu nahrávali poslední tři skladby, na tuhle přitom zapomněli. Strauchman navíc složil ještě jednu další píseň, a tak se kapela do studia vrátila, aby obě nahrála. „Mindset“ je tak tou závěrečnou, kterou kapela natočila. Její text Strauchman dolaďoval ještě poslední den ve studiu. V písni se zpívá o krásné dívce, do které autor při cestě do práce omylem vrazí a přitom se do ní zamiluje. Cílem kapely bylo složit skladbu, jež by rozveselila posluchače v jakémkoliv rozpoložení. Píseň 17. března 2011 vyšla jako singl a byl k ní natočen videoklip.
Třetí v pořadí je první singl alba „Tell Me I'm a Wreck“, který vyšel již dříve na profilu skupiny na síti Myspace. V písni se zpívá o páru, jenž se rozešel ve zlém, přičemž si partner stěžuje na svou bývalou partnerku, že rozchod zavinila ona. U této písně členové nejprve složili její sloky a později si dlouho hráli s textem refrénu tak, aby atmosféru špatného rozchodu co nejlépe vystihl. Deeghan uvedl, že je to podle jeho názoru jedna z nejvtipnějších písní, jakou kdy natočili. Dave Hitchings označil skladbu za velmi chytlavou a vyzdvihl kytarové sólo, které obsahuje. Na textu písně se autorsky podílel i Tim Pagnotta (Sugarcult, Neon Trees).
Titulní skladba „Picture Perfect“ představuje trochu odlišný styl melodie než předchozí písně, protože obsahuje zřetelné elektronické prvky. V písni se kromě kapely představuje zpěvák Tom Higgenson ze skupiny Plain White T's. V písni zpěvák nabádá posluchače, aby nedali na rady ostatních lidí, nenechali se odradit a dál se pokoušeli dosáhnout svých cílů.
Umístění páté písně „Happy the Hard Way“ vytváří kontrast s předchozími skladbami. Je to pianová balada pomalejšího tempa, ve které jemné údery činelů doprovází měkké basové tóny a mohutná crescenda (dynamické zesílení) v některých částech skladby. Na složení skladby se podílel i člen skupiny American Hi-Fi Stacy Jones. V písni se zpívá o konfliktu ve vztahu. „Happy the Hard Way“ je právě jednou ze skladeb, jejíž prvotní ráz byl docela jiný než výsledný. Původně autoři zamýšleli pátou skladbu veselou a popovou, nakonec takový koncept úplně opustili. Byť se finální podoba může zdát alternativní, dle slov Deeghana „jako z venkovského rozhlasu“, kapele to vůbec nevadilo, neboť chtěla album nahrát podle svého mínění. Deeghan zároveň řekl, že píseň obsahuje řadu jeho nejoblíbenějších textových pasáží, které kdy složili.
Po této pomalejší odmlce následuje „Girl Like That“, skladba, na níž se podílel Ryan Key ze skupiny Yellowcard. Ačkoliv Key uvedl svoji spolupráci na svém profilu na Twitteru, v rozhovoru členové kapely Keye nijak nezmiňují a není uveden ani v seznamu účinkujících. Naopak Strauchman uvedl, že skladbu složili společně s Deeghanem během posezení v oblíbené kavárně v Los Angeles. Skladba je dle jeho slov o krásných losangeleských dívkách, jež odváděly pozornost hudebníků od jejich práce, přestože žádná „nebyla pro ně“.
Následující píseň „Saying Goodbye“ středního tempa obsahuje zajímavé propojení mezi rychlými až dance-popovými bicími a spíše pomalejší alternativně rockovou melodií. Dle recenze na serveru AbsolutePunk se jedná o skladbu, které si nejprve nevšimnete, a až po měsíci se do ní teprve zaposloucháte. V písni zpívá muž, který odešel od své partnerky, ale poté si rozchod rozmyslel a vrátil se k ní zpět. Jedná se právě o jednu ze čtyř skladeb, jež byly nahrány během posledních šesti dnů, a to i přesto, že demo ke skladbě vytvořili Every Avenue ještě před vlastním natáčením. Zároveň je skladbou, jejíž ráz se v průběhu času měnil. Výsledná melodie refrénu prý původně vůbec nebyla refrénem. Dle Deeghana odráží styl této skladby inspiraci hudbou kapely Gin Blossoms, jejíž písně členové Every Avenue zbožňují.
„Finish What You Started“ je někdy označována za slabší skladbu, protože nemá originální text a její hudba je příliš předvídatelná. Jiní (například Max Specht ze serveru Driven Far Off) zase vyzdvihují její melodičnost a chytlavý zvuk. V písni se zpívá o nekonečném vztahu, ze kterého člověk neví, jak vystoupit.
„I Forgive You“ je svižná pop punková píseň, jejíž rychlé až dance-popové bicí kontrastují s folkovou melancholickou melodií následující písně „The Story Left Untold“. Podle Jimmieho Deeghana byla původně nahrána v pomalejší a více soulové až swingové verzi, nakonec se však kapela rozhodla skladbu zrychlit a převést do pop punku. V textu písně hrdina zjišťuje, že jeho partnerka je poněkud jiný člověk, než jak dříve vypadala, a že mu její původní nebláznivá podoba více imponovala.
Následuje desátá stopa „The Story Left Untold“ – pomalá a melancholická folková melodie této písně dobře kontrastuje s rychlým tempem předchozích dvou skladeb. Skladba ukazuje, že kapela Every Avenue je schopná kromě rychlých chytlavých písní vytvořit i srdcervoucí baladu. Píseň je o udobřování vztahu dvou lidí, kteří si prožili složitou situaci, kterou již nelze vrátit. David Strauchman řekl: „Když někdo řekne 'Byls mým nejlepším přítelem,' často to znamená mnohem více, než samotné 'Miluji tě', a o tom je přesně tato píseň. Kromě toho, že přestanete s někým chodit, ztratíte tím i nejlepšího přítele.“
„Clumsy Little Heart“ je svižná píseň, jež uzavírá album, které tak nekončí pomalými písněmi. To je podle Richarda Meyricka móda některých kapel, pomalé písně pak vypadají, jako kdyby byly napsány až po rychlejších skladbách ve druhém sledu. V písni uvažuje autor nad životními situacemi, kdy si člověk sáhne úplně na dno. Vokální party v písni vedle Strauchmana zpívá opět i Vanessa Harris.

## Seznam skladeb
Na albu se nacházejí tyto skladby:
| Pořadí         | Název                                                     | Délka |
| -------------- | --------------------------------------------------------- | ----- |
| 1.             | For Allways, Forever (doprovodný zpěv Vanessa Harris)     | 3:30  |
| 2.             | Mindset                                                   | 3:26  |
| 3.             | Tell Me I'm a Wreck (textařsky se podílel i Tim Pagnotta) | 3:40  |
| 4.             | Picture Perfect (doprovodný zpěv Tom Higgenson)           | 2:55  |
| 5.             | Happy the Hard Way (nahráno se Stacym Jonesem)            | 3:59  |
| 6.             | Girl Like That (napsáno s Ryanem Keyem)                   | 3:12  |
| 7.             | Saying Goodbye                                            | 3:30  |
| 8.             | Finish What You Started                                   | 3:09  |
| 9.             | I Forgive You                                             | 3:20  |
| 10.            | The Story Left Untold                                     | 3:59  |
| 11.            | Clumsy Little Heart (doprovodný zpěv Vanessa Harris)      | 3:45  |
| Celková délka: | Celková délka:                                            | 38:24 |

| Bonusové skladby | Bonusové skladby              | Bonusové skladby |
| Pořadí           | Název                         | Délka            |
| ---------------- | ----------------------------- | ---------------- |
| 12.              | Until I Get Caught Red Handed | 3:58             |
| Celková délka:   | Celková délka:                | 42:22            |

## Obsazení
Základní sestava
- David Ryan Strauchman – zpěv
- Joshua Randall – kytara
- Jimmie Deeghan – kytara
- Matt Black – basová kytara
- Dennis Wilson – bicí

Další hudebníci
- Mike Green – klávesy, syntezátor, programované bicí, další nástroje
- Vanessa Harris – doprovodný zpěv v „For Always, Forever“ a „Clumsy Little Heart“
- Tom Higgenson – doprovodný zpěv v „Picture Perfect“
- Stacy Jones – bicí v číslech 3 až 10

Technická podpora
- Mitch Allan – produkce, aranžmá, hudební zpracování
- Mike Green – produkce, aranžmá, zpracování pro stopy 1, 2 a 11
- Kyle Black – asistent aranžování
- Craig Frank – nahrávání bicích
- Zack Odom a Kenneth Mouth – koprodukce čísla 4
- Joey Moi – mixování
- Steve Hall – mastering
- Phill Mamula – obal
- Dirk Mai – fotografie

## Kritika
Kompilaci část kritiků vyzdvihuje a označuje za jedno z nejlepších alb roku 2009. Oceňují předně strategické rozložení písní, které mají téměř každá jiný rytmus, díky čemuž jsou vůči sobě originální. Kritik Shawn Flanagan ze stránek Review Rinse Repeat napsal, že Picture Perfect je nejlepší album, jaké skupina Every Avenue do té doby vydala, a označil ho za pop-rockovou dokonalost.
| „                | Na albu je jedenáct písní, z nichž každá má potenciál stát se úspěšným singlem. | “ |
| — Brian Campbell |                                                                                 |   |

Kladně byl některými hodnotiteli přijat i výkon zpěváka kapely Davida Strauchmana, který v některých částech zpívá ve vysokých tóninách a ukazuje tak velký rozsah svého hlasu. Kritici chválí také odvahu kapely zvukově experimentovat, čemuž se jiné hudební skupiny snaží vyhnout. Dokážou například v jedné písni nakombinovat elektronické prvky s prvky pop punku a dance-popu. Kapela umí na albu zapracovat i na maličkostech, od vyváženého obalu po jemné detaily v jednotlivých písních.
U jiných kritiků však album vyvolalo i negativní reakce, například Danny Crombie z MusicVice kritizoval, že byl Strauchmanův hlas elektronicky upravován a dal ho do kontrastu s hlasem Chucka Regana. Podle jeho názoru jde o album pro lidi bez hudebního vkusu. Recenze na serveru Punktastic soudíila, že pomalejší písně vyznívají příliš předvídatelně a nudně, zatímco jeho „první čtyři rychlé písně působí fantasticky“.

### Hodnocení
- Allmusic – [1]
- Alternative Press – [2]
- AbsolutePunk – [21]
- Alternative Addiction – [32]
- Brian Campbell – [18]
- Pernell Fowler – [14]
- Shawn Flanagan – [33]
- Richard Meyrick – 87 %[17]
- Punktastic – [35]

### Umístění vžebříčcích
Album se umístilo ve třech žebříčcích časopisu Billboard Magazine:
- Billboard 200 – 136. pozice
- Billboard Heatseekers – 2. pozice
- Billboard Independent Albums – 20. pozice

### Srovnání
Podle kritiků udělala kapela velký skok dopředu od předchozího debutového alba Shh. Just Go with It, které bylo vydáno jen o jeden a půl roku dříve, přestože stylově a zvukově jsou si podle nich alba velmi podobná. Hudebně kritici přirovnávají styl kapely na tomto albu k mnoha jiným kapelám, například ke skupinám The Maine, All Time Low, Mayday Parade, Artist vs. Poet nebo Bon Jovi.